# Учебна програма
Учебната програма (на английски: Syllabus) е документ, който детайлизира или дава подробно описание на учебния план на определена учебна дисциплина в училище или за академичен курс. Систематизира учебните предмети и дисциплини в рамките на завършен цикъл на обучение, като включва учебното съдържание и разпределението му по етапи, степени и класове.
Обикновено се съставя от преподавателя, водещ курса. Публикува се преди започването или в началото на курса, в някои случаи.
Учебните програми обикновено съдържат конкретна информация за курса, както и за начините на контакт с преподавателя и асистентите, общи обяснения за курса и неговото съдържание, списъци с препоръчителна и/или задължителна литература, график за провеждане на часовете и други задължения, условията, при които студентите ще получат своите резултати, специфични правила за поведение в класната стая или учебната зала/лаборатория и други подобни. Учебната програма предоставя информация, която дава възможност на учениците/студентите да избират, кога да се запишат за курсовете или в предварителни етапи на курса, ако желаят да участват.

## В българското образование

### Училищно образование
- Общо образование

Общообразователната подготовка по всеки от учебните предмети в българските училища се осъществява по учебни програми, в които се конкретизират компетентностите на учениците като очаквани резултати от обучението за класа. Учебните програми определят целите на обучението, учебното съдържание и резултатите от обучението за съответния предмет и клас. Съществува наредба за общообразователната подготовка, която регламентира учебните програми и планове по класове. Те се одобряват от министъра и се публикуват на официалната страница на Министерството на образованието и науката. Към тях се изготвят и учебни програми по майчин език при условията на закона за предучилищното и училищното образование.
- Индивидуални учебни програми

Изработват се за случаи, различни от общоприетите норми на развитие на учениците, например със специални образователни потребности, с изявени дарби, в иновативни училища или паралелки, в индивидуална форма на абучение и др.